# Coste unitario de una aeronave
El coste de despegue o coste flyaway (en inglés: flyaway cost) es una forma de calcular el coste unitario de una aeronave que engloba el gasto de la construcción de una unidad completa con los elementos básicos. Para calcular el coste de despegue de un modelo de aeronave básicamente se suma el coste de estructuras, motores, aviónica, armamento, pedidos de cambio de ingeniería, software, costes no recurrentes en los que se incluyen las herramientas, y otros elementos estándar del modelo; y se divide entre la cantidad de aeronaves adquiridas. Este coste no incluye investigación y desarrollo, equipo de mantenimiento, equipo de entrenamiento, información técnica, ni repuestos.
El coste de compra (en inglés: unit procurement cost, UPC) es otra forma de calcular el coste unitario de una aeronave que también incluye el equipamiento auxiliar que se adquiere junto al avión en un contrato de compra, como pueden ser repuestos, equipo de mantenimiento, equipo de entrenamiento, información técnica, etc. Es muy utilizado porque para calcularlo solo se necesita dividir el valor total del contrato de compra entre el número de aeronaves adquiridas. No incluye gastos de investigación y desarrollo.
El coste total de obtención (en inglés: program acquisition cost, PAC) sería el coste unitario medio que engloba todo el dinero invertido en la producción de una aeronave, incluidos los costes de desarrollo que involucran las investigaciones, pruebas y evaluaciones previas a la entrada en producción del modelo. Este coste se calcula sumando coste del programa de desarrollo de una aeronave más el costo total de producción, dividido entre la cantidad total de unidades fabricadas. De este modo a cada unidad producida se le carga parte de los gastos de desarrollo, y esa parte será más pequeña cuantas más unidades se fabriquen.